# 허양임
허양임(1980년 9월 4일 ~ )은 대한민국의 의료인의 의사이다. 배우자는 남편 고지용, 아들 고승재이다.

## 학력
- 명덕외국어고등학교 (졸업)
- 이화여자대학교 의과대학 (의학 / 학사)
- 이화여자대학교 대학원 (가정의학 / 석사)
- 이화여자대학교 대학원 (예방의학 / 박사)

## 경력
- 인제대학교 의과대학 교수
- 인제대학교 백중앙의료원 의사
- 차의과학대학교 분당차병원 가정의학과 부교수

## 방송 출연
- 2017년 1월부터 2019년 6월까지 남편 고지용이 출연한 KBS 슈퍼맨이 돌아왔다에 잠시 출연
- 2020년 10월 MBC 공부가 머니?, 2021년 2월 tvN 신박한 정리에 남편, 아들과 함께 출연했다.